# Relation de Faber-Jackson

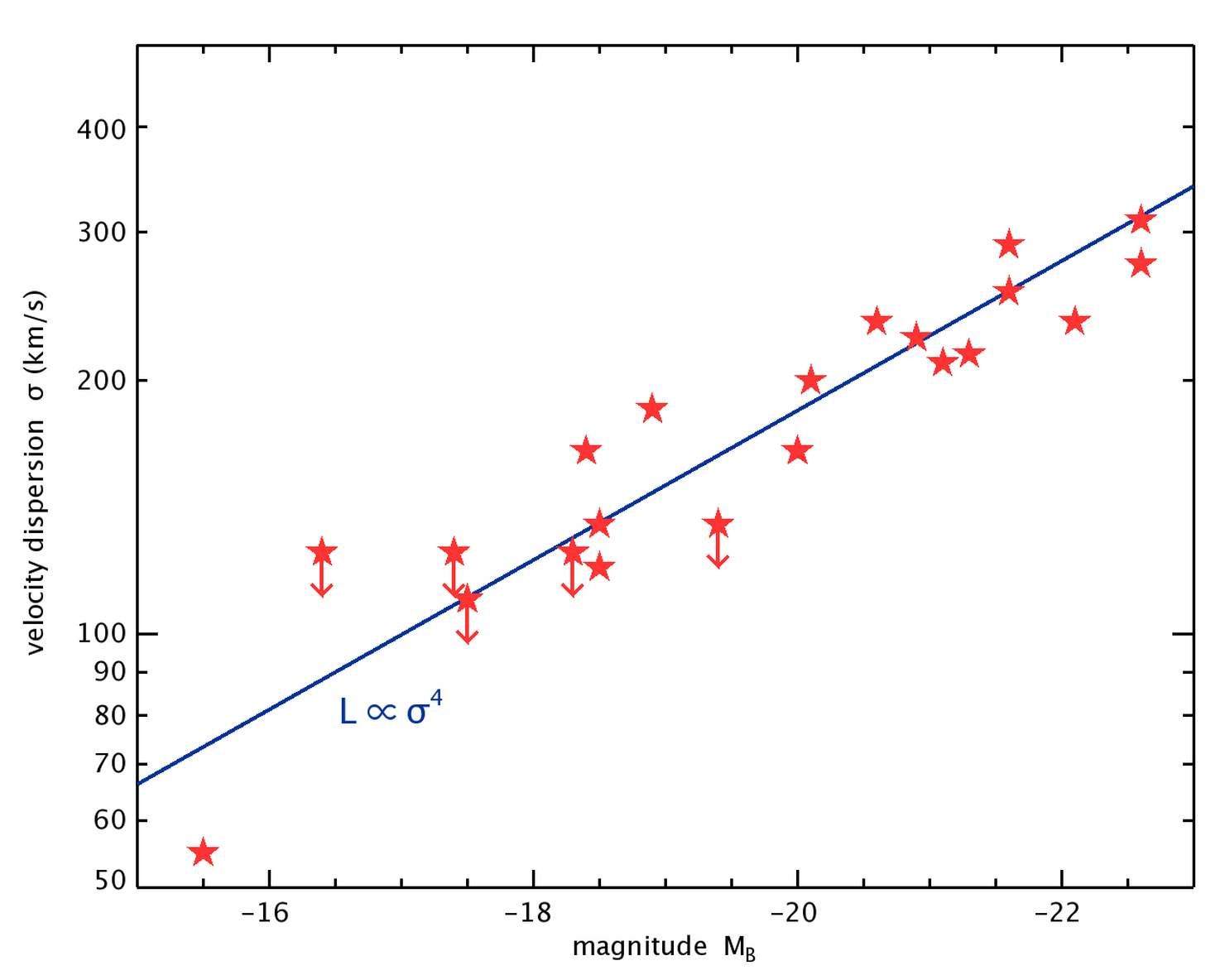
Tracé de la dispersion des vitesses (échelle logarithmique) en fonction de la magnitude utilisant les données de Faber & Jackson (1976).

La relation de Faber-Jackson est une loi empirique qui relie la magnitude absolue ou la luminosité {\displaystyle L} à la dispersion des vitesses {\displaystyle \sigma } des étoiles centrales des galaxies elliptiques. Elle permet la détermination des distances pour ce type de galaxie et s'exprime mathématiquement ainsi :
{\displaystyle L\propto \sigma ^{\gamma }}
où l'on observe que l'exposant {\displaystyle \gamma } est approximativement de 4, selon la catégorie des galaxies considérées. La relation de Faber-Jackon équivaut pour les galaxies elliptiques à la loi de Tully-Fisher (qui s'applique uniquement dans le cas des galaxies spirales). Cette relation est désormais comprise comme une projection du plan fondamental des galaxies elliptiques. Elle sert principalement d'outil de détermination de distances de galaxies lointaines. 
Elle a été publiée en 1976 par les astronomes américains Sandra Moore Faber de l'observatoire Lick et Robert Earl Jackson.

## Théorie
L'énergie de liaison gravitationnelle d'une distribution de masse de rayon {\displaystyle R} et de masse {\displaystyle M} est donnée par l'expression :
{\displaystyle U=-\alpha {\frac {GM^{2}}{R}}}
où α est une constante dépendant par  exemple du profil de densité du système. Pour une densité uniforme, α = {\displaystyle {\frac {3}{5}}}.
L'énergie cinétique est (rappel {\displaystyle \sigma } est la dispersion de vélocité unidimensionnelle. Donc 3{\displaystyle \sigma }2 = V2) :
{\displaystyle K={\frac {1}{2}}MV^{2}}
{\displaystyle K={\frac {3}{2}}M\sigma ^{2}}
D'après le théorème du viriel, ({\displaystyle 2K+U=0} ) il s'ensuit :
{\displaystyle \sigma ^{2}={\frac {1}{5}}{\frac {GM}{R}}}.
Si nous supposons que le rapport de la masse à la lumière, {\displaystyle M/L}, est constant par exemple {\displaystyle M\propto L} on peut utiliser cette expression et celle ci-dessus pour obtenir une relation entre {\displaystyle R} and {\displaystyle \sigma ^{2}} :
{\displaystyle R\propto {\frac {LG}{\sigma ^{2}}}}.
Introduisons la brillance superficielle, {\displaystyle B=L/(4\pi R^{2})} et supposons qu'il s'agit d'une constante, nous obtenons :
{\displaystyle L=4\pi R^{2}B}.
En combinant ceci avec la relation entre {\displaystyle R} et {\displaystyle L}, il résulte : 
{\displaystyle L\propto 4\pi \left({\frac {LG}{\sigma ^{2}}}\right)^{2}B}
qu'en réécrivant cette expression, nous obtenons finalement la relation entre la luminosité et la dispersion de vitesse :
{\displaystyle L\propto {\frac {\sigma ^{4}}{4\pi G^{2}B}}},
c'est-à-dire :
{\displaystyle L\propto \sigma ^{4}}.
Si l'on tient compte du fait que les galaxies massives proviennent de la fusion de galaxies homologues, et que les plus faibles e la dissipation, on ne peut plus soutenir l'affirmation de la brillance de surface constante. Empiriquement, la brillance superficielle montre un pic situé à {\displaystyle M_{V}=-23}, approximativement. La relation révisée devient :
{\displaystyle L\propto \sigma ^{3{,}1}}
pour les galaxies le moins massives, et :
{\displaystyle L\propto \sigma ^{15{,}0}}
pour les plus massives. Avec ces formules révisées, le plan fondamental se divise en deux plans formant un angle 11 degrés.
Même les galaxies des amas les plus importants n'ont pas une brillance superficielle constante. En 1972, l'astronome Allan Sandage présentait une thèse soutenant la brillance superficielle constante, sur la base de trois arguments logiques et de ses propres données empiriques. Mais en 1975, Donald Gudehus montra que chacun des arguments logiques était incorrect et que les galaxies des amas de première importance montraient une déviation standard d'à peu près la moitié d'une magnitude.

## Estimation des distances des galaxies
Comme celle de Tully-Fisher, la relation de Faber-Jackson fournit un moyen d'estimer les distances des galaxies, difficiles à obtenir autrement, en les reliant à des propriétés plus facilement observables de ces galaxies. Dans le cas de galaxies elliptiques, si l'on peut mesurer la dispersion des vitesses des étoiles centrales, ce qu'il est relativement facile de faire en utilisant la spectroscopie pour mesurer le décalage Doppler de la lumière émise par les étoiles, on estime alors la luminosité réelle de la galaxie par la relation de Faber-Jackson. On peut comparer cela à la magnitude apparente  de la galaxie, qui fournit une estimation du module de distance, et donc de la distance de la galaxie.
En combinant la dispersion des vitesses des étoiles centrales de la galaxie avec la mesure des paramètres de sa brillance superficielle centrale et de son rayon, on peut encore améliorer l'estimation de la distance de la galaxie. Ce critère normalisé, ou "paramètre de rayon galactique réduit",  {\displaystyle r_{g}}, conçu par Gudehus en 1991, peut donner des distances, hors de tout biais systématiques, précises à 31 % approximativement.